# François Pouqueville

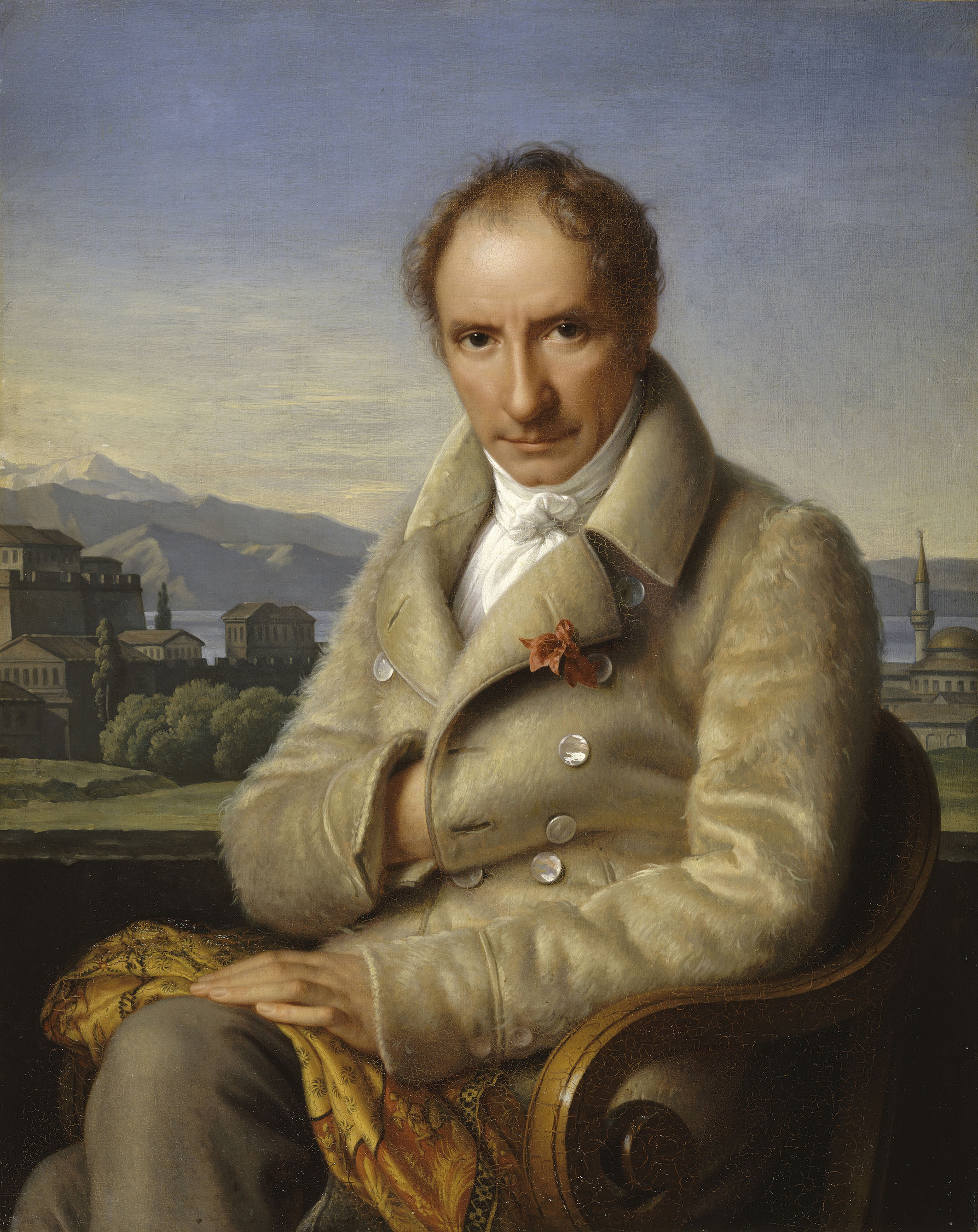
François Pouqueville, im Hintergrund Ioannina (Henriette Lorimier, 1830)

François Charles Hugues Laurent Pouqueville (* 4. November 1770 in Le Merlerault, Normandie; † 20. Dezember 1838 in Paris) war ein französischer Diplomat, Arzt, philhellenischer Schriftsteller, Entdecker und Historiker.
Zuerst als eine Geisel des Osmanischen Sultans, später als Generalkonsul von Napoleon Bonaparte am Hof von Tepedelenli Ali Pascha in Ioannina, bereiste er in den Jahren 1798 bis 1820 ausgiebig das von den Türken besetzte Griechenland.
Durch seine weitreichenden diplomatischen Aktivitäten und seine Veröffentlichungen wurde er zu einem bekannten Gründervater der philhellenischen Bewegung in Europa und trug maßgeblich zur Befreiung der Griechen und der Wiedergeburt der griechischen Nation bei.

## Jugend: Pfarrer und Revolutionär
Schon in jungen Jahren zeigte sich sein besonderes Talent für das Schreiben. Er begann einen Briefwechsel mit seinem jüngeren Bruder Hugues und seiner Schwester Adèle, den sie ihr Leben lang fortsetzen sollten. Die drei hatten zeit ihres Lebens eine enge Beziehung. Seine unzähligen ausführlichen Briefe an seine Geschwister sind noch heute eine außergewöhnliche Quelle für die Details des Alltags eines Reisenden, Entdeckers und Diplomaten zur Zeit der Französischen Revolution, des Ersten Kaiserreichs unter Napoleon und der Restauration der Monarchie zur Jahrhundertwende von 1800.

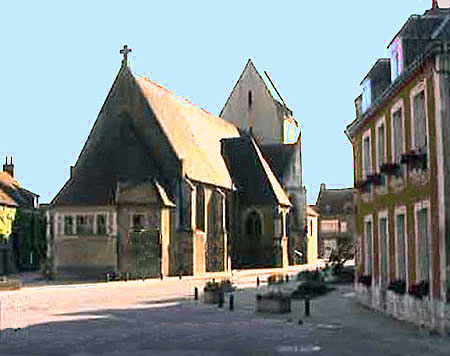
Die Kirche von Le Merlerault

François Pouqueville studierte am Collège von Caen, bevor er dem Priesterseminar in Lisieux beitrat. Er wurde Diakon und im Alter von 21 Jahren zum Priester geweiht. Danach war er als Vikar in seiner Heimatregion Montmarcé aktiv. Obwohl er anfangs für seine Überzeugung als junger königstreuer Pfarrer bekannt war, wurde er von seiner eigenen Kirchgemeinde geschützt, als der unkontrollierte revolutionäre Mob während der Terrorherrschaft säubernde Massaker gegen Aristokraten durchführte.
Wie viele junge französische Aristokraten begann Pouqueville, die aufkommende demokratische Bewegung zu unterstützen. So war er der Sekretär der Hauptversammlung von Le Merlerault, als diese am 14. Juli 1793 die neue Verfassung annahm.
Mit 23 Jahren war er Assistent des Bürgermeisters (1793). In den Ereignissen der Französischen Revolution fand er seine Berufung, weshalb er aus dem geistlichen Stand austrat und 1794 Lehrer und 1795 Gemeindeangestellter in Le Merlerault wurde. Sein ganzes Leben lang blieb er jedoch feuriger Christ.

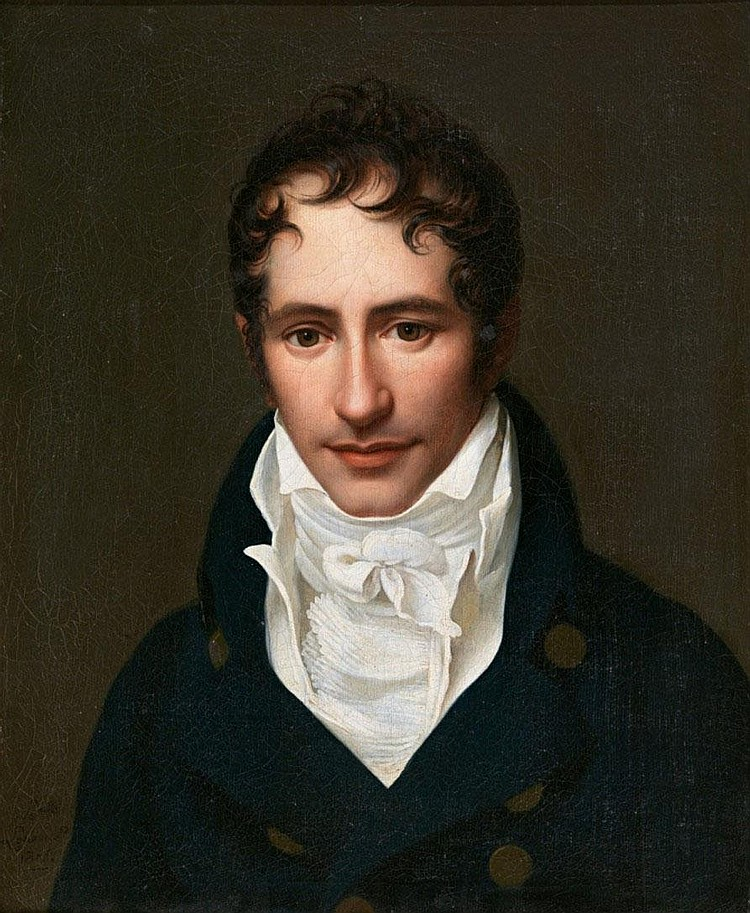
Pouqueville im Jahr 1805 (Henriette Lorimier)

Die Abkehr von der Kirche, seine klaren Reden für die Republik und seine offene Kritik des Papsttums machten ihn aber zum Angriffsobjekt der wiederauflebenden Royalisten in der Normandie. Pouqueville musste sich erneut verstecken – vermutlich in Caen –, bis die royalistischen Truppen, die von Charettes Chouans-Banden verstärkt worden waren, bei Quiberon in der Emigrantenschlacht durch die Republikanische Armee unter Lazare Hoche und später bei der Belagerung von Toulon und in Paris durch Napoleon Bonaparte geschlagen worden waren.
Nachdem François Pouqueville nach Le Merlerault zurückgekehrt war, begann er eine Ausbildung zum Chirurgen beim lokalen Arzt Nicolas Cochain, der sein Freund am Collège von Caen gewesen war. Später stellte er ihn seinem Freund Antoine Dubois vor, der Professor an der Medizinischen Fakultät in Paris war und später Arzt von Kaiserin Marie-Louise war, als sie 1811 Napoleon II. zur Welt brachte.
1797, im Alter von 27 Jahren, zog François Pouqueville von Le Merlerault nach Paris (1797). Unter Professor Dubois machte er schnell Fortschritte in Medizin und Chirurgie. Als Napoleon im nächsten Jahr den Ägyptenfeldzug vorbereitet, wurde Pouqueville vom Staatsminister Louis Antoine Fauvelet de Bourrienne als Teilnehmer der begleitenden Commission des sciences et des arts bestimmt.
Mit Träumen von Ruhm und Verdienst ging François Pouqueville in Toulon an Bord der französischen Flotte, die auf ihrer Reise nach Ägypten von Bonaparte angeführt wurde. Unterwegs nach Alexandria erlebte er die Eroberung Maltas und verbrachte die Tage an Bord, indem er den französischen Soldaten und Matrosen den Text der Marseillaise, der neuen französischen Nationalhymne, lehrte.

## Ägypten: Bonaparte, Nelson und Piraten

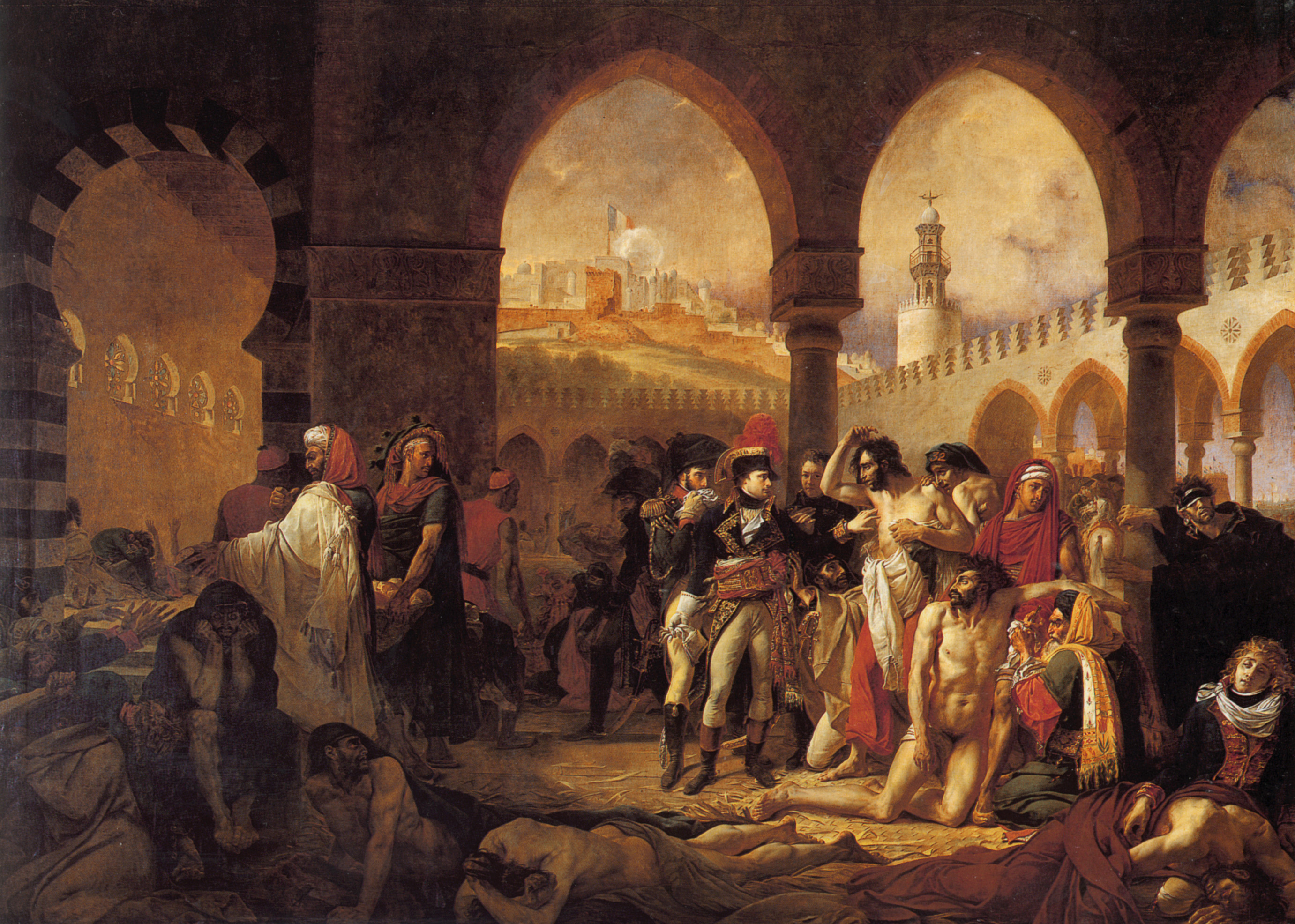
Bonaparte besucht die Pestkranken in Jaffa (Antoine-Jean Gros, 1804)

In Ägypten beauftragte General Kléber Pouqueville nach der ersten Seeschlacht bei Abukir (1798), mit Admiral Nelson über den Austausch von Gefangenen zu verhandeln.
Während der Treffen mit den wichtigsten Persönlichkeiten der britischen Admiralität entwickelte er rasch großen Respekt für Admiral Sidney Smith, der perfekt Französisch sprach und sich als mutiger, menschlicher und ehrenhafter Mann erwies. Sein Treffen mit Nelson erfüllte ihn hingegen mit Widerwillen, da dieser im Umgang mit den französischen Offizieren seinem Ruf für Brutalität und Abscheulichkeit gerecht wurde. In der Folge sprach Pouqueville von ihm nur noch unter dem Beinamen blutrünstiger Zyklop.
Nachdem François Pouqueville seine Mission erfüllt hatte und an Fieber erkrankt war, weshalb er seine wissenschaftlichen Forschungen nicht fortzusetzen vermochte, empfahl ihm Kléber, nach Frankreich zurückzukehren, um sich dort behandeln zu lassen. Pouqueville nahm in Alexandria das italienische Handelsschiff La Madonna di Montenegro, das am 26. Oktober 1798 nach Italien segelte. Mit von der Partie waren unter anderen Julien Bessières, Alexandre Gérard, Joseph Charbonnel und Jean Poitevin. Als sie sich Kalabrien näherten, wurden das Schiff von Barbaresken-Piraten attackiert. Die Franzosen wurden gefangen genommen und schnell von den übrigen getrennt, als sich eine Fregatte näherte, die die Piraten jagte. Ein Teil der Franzosen wurde vom Anführer der Piraten, Orouchs, auf seinem Schiff davongebracht; Pouqueville traf einige von ihnen später in Konstantinopel wieder. Pouqueville und seine Gefährten überzeugten den Kapitän ihres Boots, sie nach Zakynthos anstatt in ihren Heimathafen Tripolis zu bringen. Das Boot änderte aber den Kurs in Richtung Küste der Peloponnes, woraufhin das Schiff in einem Sturm beschädigt wird. Knapp an Vorräten und bedroht von weiteren Stürmen suchte das Schiff Zuflucht in der Bucht von Navarino, wo es von Türken aufgebracht wurde.

## Gefangener des türkischen Sultans

### Peloponnes: Entdeckerund Arzt

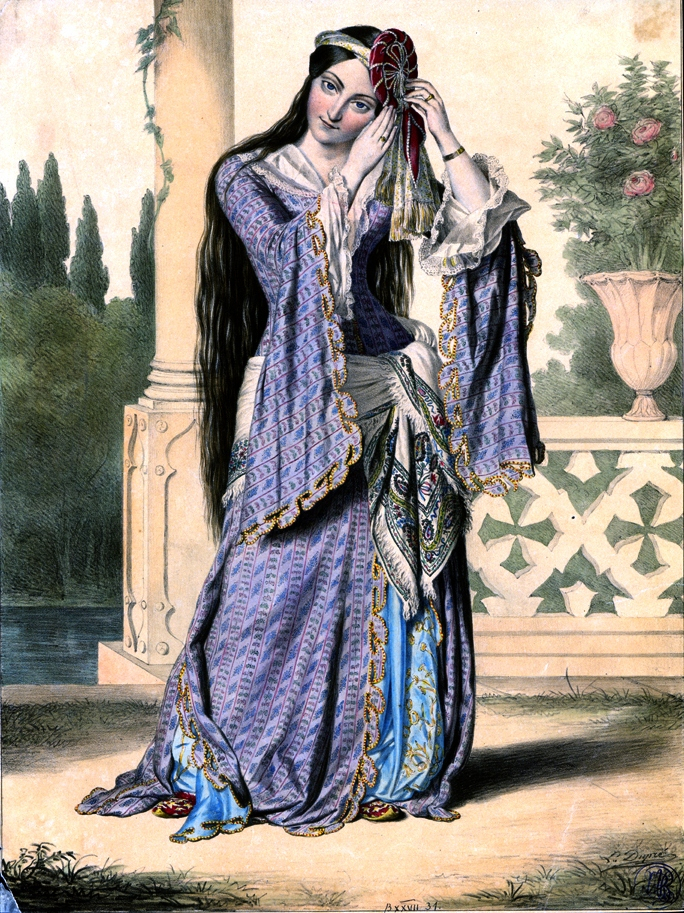
Griechische Schönheit (Fürstin Helene Soutsou) von Louis Dupré (1820)

Später wurde Pouqueville nach Tripolitsa gebracht, der Hauptstadt des Peloponnes, wo er im Gewahrsam des Pascha von Morea, Mustafa, gehalten wurde, da das Osmanische Reich mit Frankreich im Krieg war.
Mustafa Pascha empfing ihn mit Gleichgültigkeit, schützte ihn aber vor den Übergriffen der albanischen Soldaten, die ihn in der Gefangenschaft bewachten, und gab ihm eine anständige Unterkunft. Bald darauf wurde der Pascha abgesetzt und durch Achmed Pascha ersetzt.
Als der neue Pascha erfuhr, dass François Pouqueville erfahrener Arzt war, behandelte er ihn gut. Schließlich ernannte er ihn zum offiziellen Arzt seines Paschalik, nachdem er gesehen hatte, wie erfolgreich Pouqueville einigen Mitgliedern seiner Entourage geholfen hatte. Pouqueville nutzte die neue Situation und erkundete die umliegende Region sowie antike griechische Stätten. Er blieb während des harten Winters von 1798/99 in Tripolitsa.

### Konstantinopel: Gefängnisse und Harems

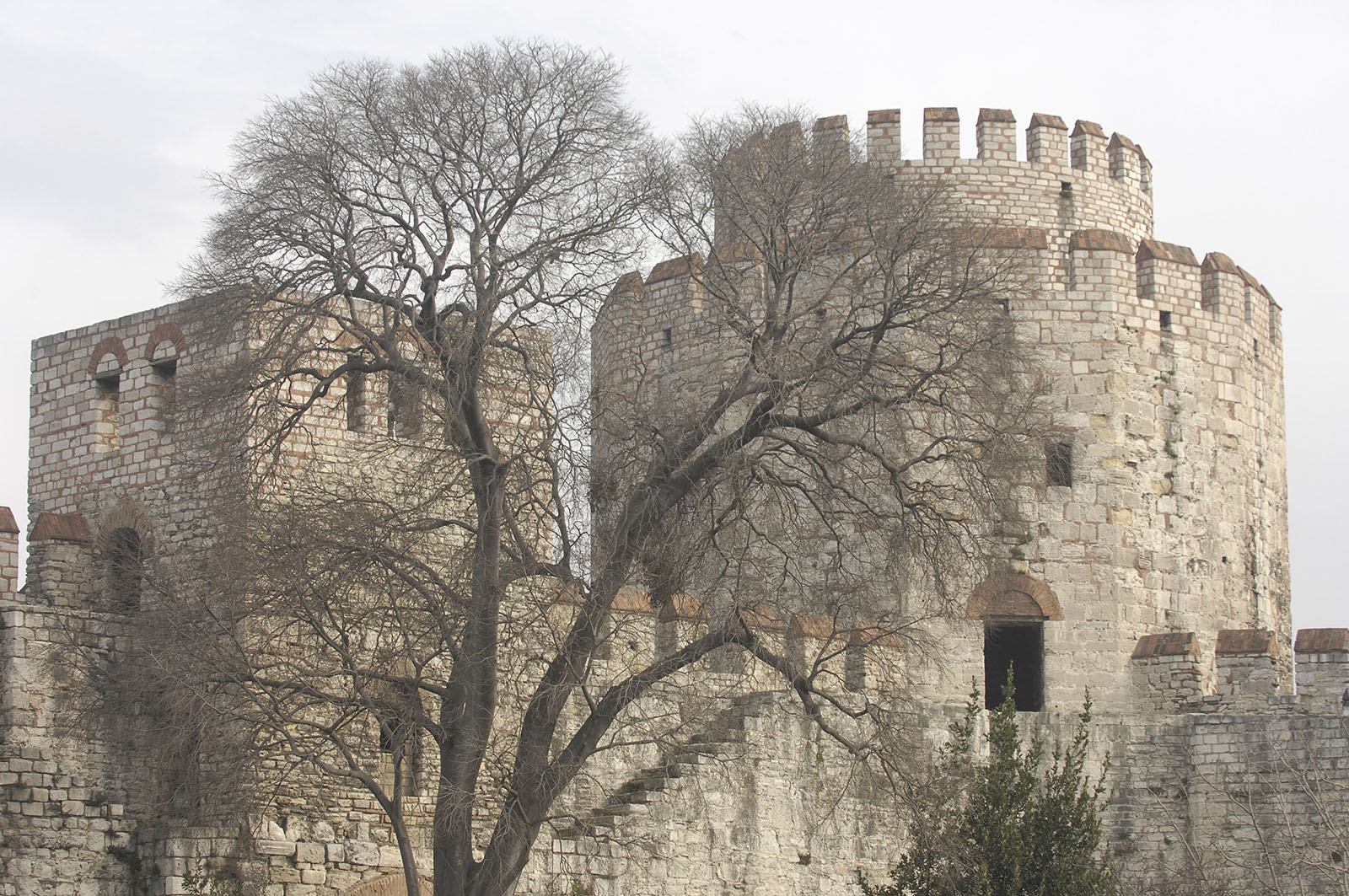
Die Yedikule-Festung heute

Im Frühjahr befahl der Sultan, Pouqueville und seine Mitgefangenen nach Konstantinopel zu bringen, wo sie für zwei Jahre in der Burg der sieben Türme (Yedikule) eingekerkert wurden.
Im Gefängnis trafen sie auf das Personal der französischen Botschaft, die dort in elenden Verhältnissen lebten und denen der Sultan trotz hartnäckiger Bitten der Briten die übliche diplomatische Behandlung verweigerte und sie nicht wie versprochen im Botschaftspalast, den sich die Briten angeeignet hatten, bleiben ließ. Pouqueville begab sich sogleich an das Lager des sterbenden Generaladjutanten Nicolas Rozé, konnte ihn aber nicht mehr retten. Rozé war französischer Vertreter auf den Ionischen Inseln und von Ali Pascha gefangen genommen worden. Einige Jahre später sollte Pouqueville Rozés Posten in Ioannina übernehmen.
François Pouqueville befreundete sich mit dem französischen Diplomaten Pierre Ruffin (1742–1824), der seit dem Beginn des Ägyptenfeldzugs inhaftiert war. Er behandelte ihn und gab ihn den Übernamen Nestor des Orients. Durch ihn konnte er sein Wissen als Orientalist vertiefen. Die beiden Männer korrespondierten noch lange nach ihrer Freilassung aus dem Gefängnis, bis Ruffin 1824 starb.
Da die Kerkermeister von Pouquevilles medizinischem Wissen erfuhren, erhielt er bald nach seiner Ankunft gewisse Bewegungsfreiheit. Es gelang ihm, heimlich die Umgebung der Festung und die privaten Gärten des Sultans im Topkapı-Palast zu erkunden. Mit Hilfe des Gärtners des Sultans, der sein Freund geworden war, gelangte er sogar in den Garten des Harems. Gelegentlich konnte er seine Wächter überzeugen, ihn durch die Stadt Konstantinopel und entlang des Bosporus bis zum Schwarzen Meer reisen zu lassen, um weitere französische Gefangene, die sich in einem entfernten Gefängnis befanden und ernsthaft krank waren, zu behandeln. Damals kam in den östlichen Mittelmeerregionen noch die Pest vor. Pouqueville war entschlossen, die richtige Behandlung zur Bekämpfung dieser schrecklichen Seuche zu erforschen. Seine Beobachtungen, die er nach seiner Rückkehr nach Paris als Forschungsarbeit publizierte, fanden hohe Anerkennung.
Seine schriftlichen Berichte über diese Exkursionen waren die ersten detaillierten Beschreibungen von Konstantinopel und seinen vielfältigen Bewohnern, ihrer Lebensart, Sitten und Gebräuche. Sie wurden in Europa mit viel Erstaunen und Neugier aufgenommen, da das Tor zu Asien seit der Eroberung von Konstantinopel im Jahr 1453 von Westeuropäern praktisch unerforscht geblieben war.

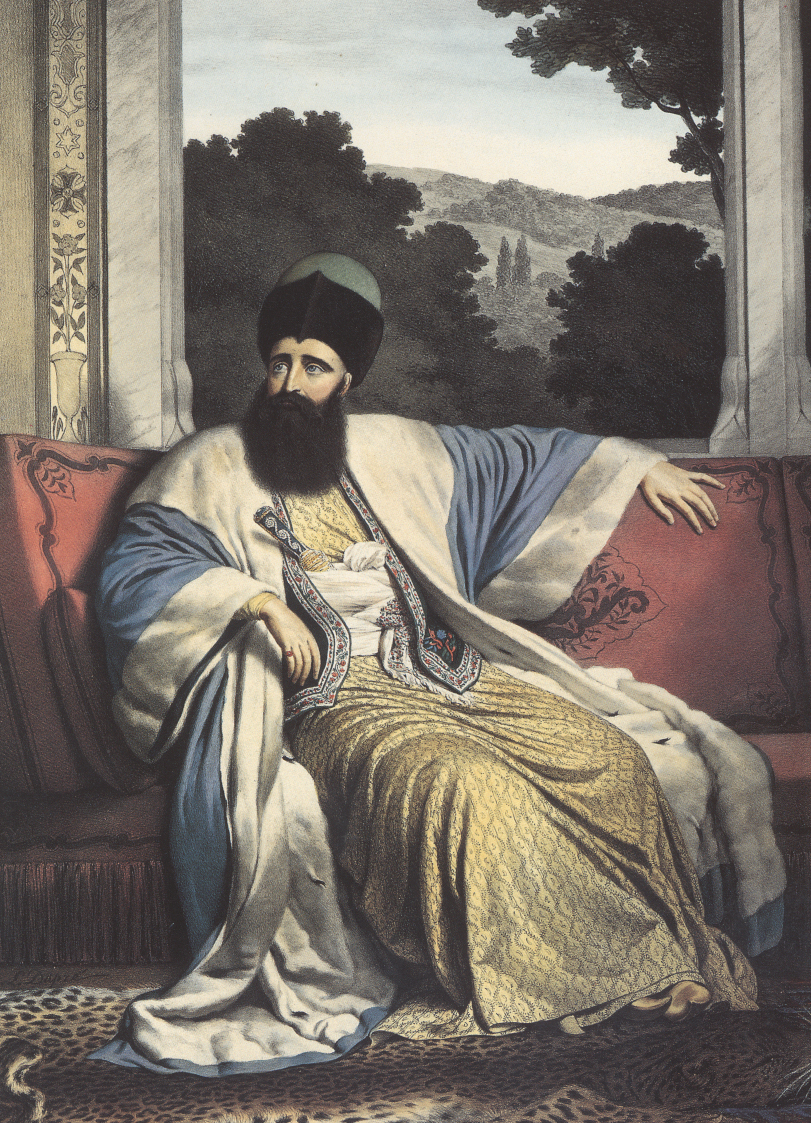
Pascha (Michael Soutsos) von Louis Dupré (1825)

Im Gefängnis lernte Pouqueville von Daniel Kieffer, Sekretär der Gesandtschaft, Neugriechisch. Er übersetzte Anakreon, Homer und Hippokrates und schrieb mehrere orientalistische Apologe wie Le Paria, ein kurzes burleskes Gedicht, La Gueuséide in vier Gesängen und als Sextett sowie einige einfachere Gedichte, die er Rose Ruffin  widmete.
Während seiner ganzen Gefangenschaft schrieb Pouqueville Tagebuch. Er verfasste es in einem selbst entworfenen Geheimcode und konnte es vor seinen Wächtern verstecken, indem er sie ostentativ andere unwichtige Schriften finden und konfiszieren ließ, wenn sie gelegentlich seine Zelle durchsuchten. Das heimliche Journal war die Basis für 600 Seiten der ersten beiden Bände seines bedeutenden Buchs Voyage en Morée, à Constantinople, en Albanie, et dans plusieurs autres parties de l'Empire Ottoman, das er 1805 publizierte und das ihm Ruhm und Verdienst brachte. Die 300 Seiten des dritten Bands widmeten sich den bemerkenswerten Erlebnissen, die seine Freunde und Schicksalsgenossen, der spätere Baron und General Jean Étienne Casimir Poitevin de Maureilhan, der spätere General Joseph Claude Marie Charbonnel und der spätere Generalkonsul Julien Bessières, nach ihrer Freilassung aus dem Gefängnis von Yedikule erfahren hatten.

### Beitrag zum Aufkommen des Philhellenismus

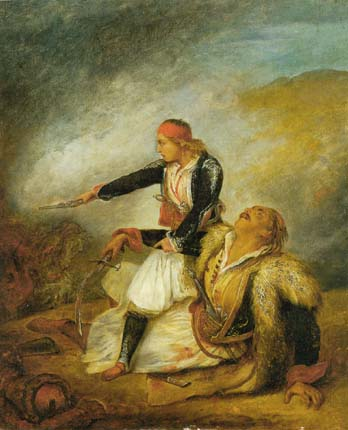
Griechischer Junge verteidigt seinen verletzten Vater (Ary Scheffer, 1827)

1798, als Geisel der Türken im osmanisch besetzten Griechenland, hatte François Pouqueville unbehagliche Gefühle gegenüber den Griechen, denen er in der Begleitung seiner osmanischen Wächter begegnete. Wie Lord Byron, der nach seinem Tod im Jahr 1824 ebenfalls eine Symbolfigur des Philhellenismus wurde, war sich Pouqueville anfangs unklar über die Aufrichtigkeit der Griechen.
Durch seine Arbeit in Tripolitsa als Arzt des Pashaliks wurden seine türkischen Eskorten allmählich spärlicher und seine häufigen Kontakte mit echten Griechen brachten ihn dazu, ihren reichen kulturellen Hintergrund in einem neuen Licht zu sehen. Die griechische Sozialidentität erschien Pouqueville damals noch immer sehr lebhaft, obwohl sie durch die seit sieben Generationen andauernde Besatzung Griechenlands durch die osmanische Herrscher unterdrückt war. Als feuriger Verfolger des Humanismus der französischen Revolution entwickelte er bald eine wachsende Sympathie für das Wiederaufleben des Griechischen.
Seine Position als Gefangener des türkischen Sultans hielt ihn damals davon ab, der unterdrückten Bevölkerung mehr zu geben als medizinische Versorgung. Seine Schriften zeigten aber bereits klar das Erwachen und Unterstützen einer intellektuellen und emotionalen Neigung zugunsten der Griechen.
Pouquevilles Beobachtungen aus Griechenland aus dem Jahr 1798 sind die ersten Manifeste der philhellenischen Bewegung zu Beginn des 19. Jahrhunderts. Mit der weiten Verbreitung seiner Bücher wurden seine Impulse bald in ganz Europa verbreitet, so dass unter den größten Geistern dieser Zeit ein konstanter Trend einsetzte, seinen Pfaden durch das eben wiederentdeckte Griechenland zu folgen. Auf die Wiedergeburt der antiken Nation folgte über die nächsten Jahrzehnte ein Unabhängigkeitskrieg und schließlich die Befreiung einhergehend mit dem Auseinanderfallen des Osmanischen Reichs.
Am 24. Juli 1801 wurde François Pouqueville nach 25 Monaten Gefängnis in Konstantinopel auf Forderung der französischen Regierung, die von den russischen Diplomaten in der Türkei unterstützt wurde, freigelassen. Er kehrte nach Frankreich zurück.

« Quand il quitta les Sept Tours, Pouqueville était bien armé pour suivre les deux carrières de diplomate et de voyageur-archéologue dans lesquelles il allait acquérir une juste notoriété. »

„Als er die Sieben Türme verließ, war Pouqueville gut gerüstet, um seine beiden Karrieren als Diplomat und reisender Archäologe aufzunehmen, in denen er eine berechtigte Bekanntheit erlangen sollte.“

## Diplomat in Griechenland

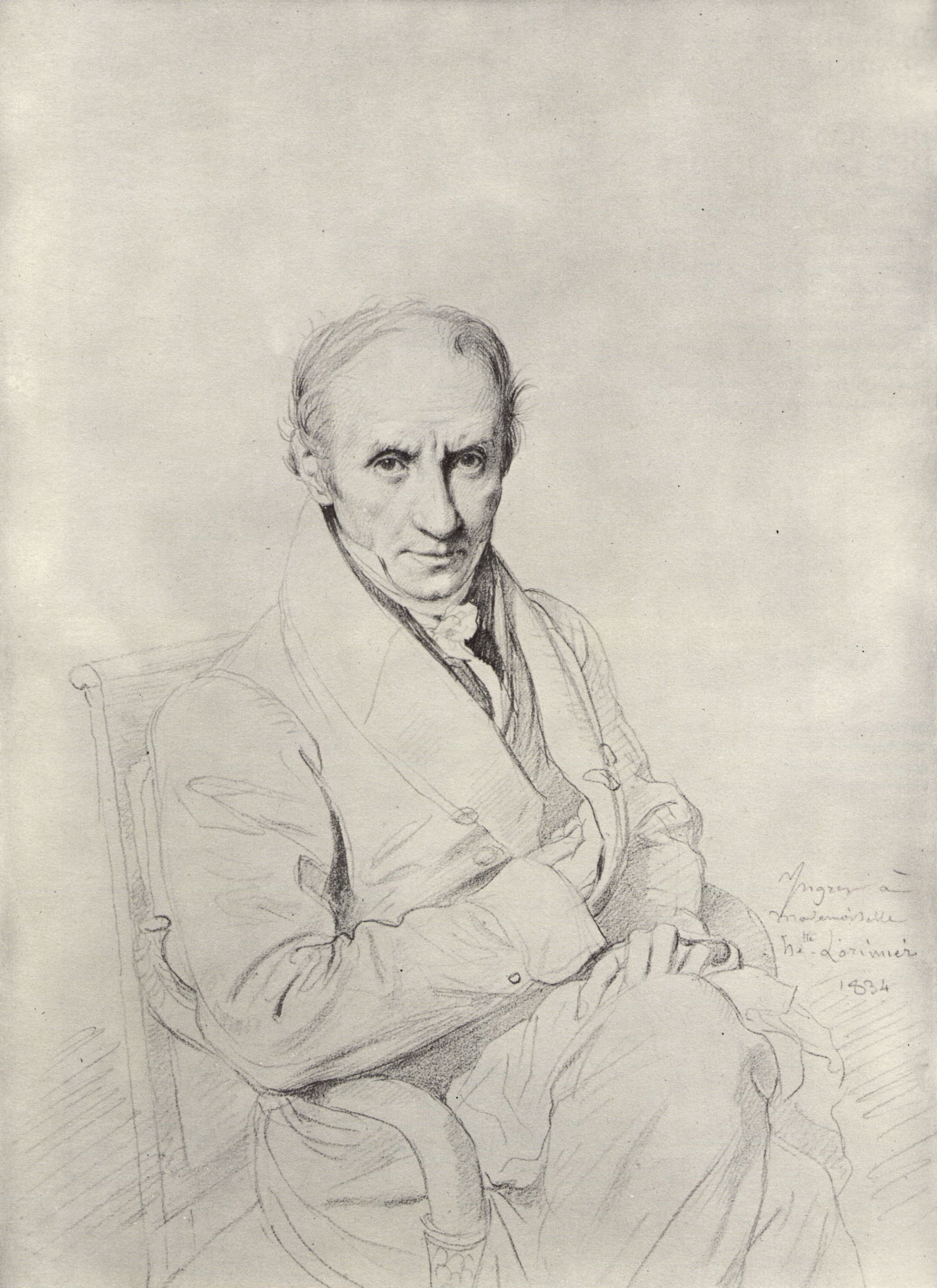
Portrait von François Pouqueville (Jean-Auguste-Dominique Ingres, 1834)

Nach seiner Rückkehr nach Paris reichte er seine Dissertation De febre adeno-nevrosa seu de peste orientali ein, in der er die orientalische Pest behandelte. Dank dieser Arbeit wurde er für die Prix décennaux nominiert. Diese von Napoleon geschaffenen Auszeichnungen sollten alle zehn Jahre auf Anordnung von Napoleon durch das Institut de France an Künstler, Wissenschaftler und Erfinder verliehen werden.
Dennoch konzentrierte sich Pouqueville auf seine Interessen für Literatur und Archäologie anstelle der Medizin.
Die Publikation seines ersten Buchs Voyage en Morée, à Constantinople, en Albanie, et dans plusieurs autres parties de l’Empire Ottoman (Reise durch Morea und Albanien nach Constantinopel und in mehrere andere Theile des ottomanischen Reichs) im Jahr 1805, das er dem Kaiser widmete, war nicht nur international ein großer Erfolg, sondern trug auch dazu bei, dass er zum Generalkonsul Napoleons am Hofe des Ali Pascha von Janina ernannt wurde. Seine Kenntnisse der Region und der lokalen Sprachen machten ihn für Napoleon und seinen Außenminister Talleyrand zum idealen diplomatischen Bevollmächtigten.
Pouqueville nahm die Stelle an, die ihm auch erlaubte, weiter seinen Studien über Griechenland nachzugehen.

### Diplomat in Ioannina

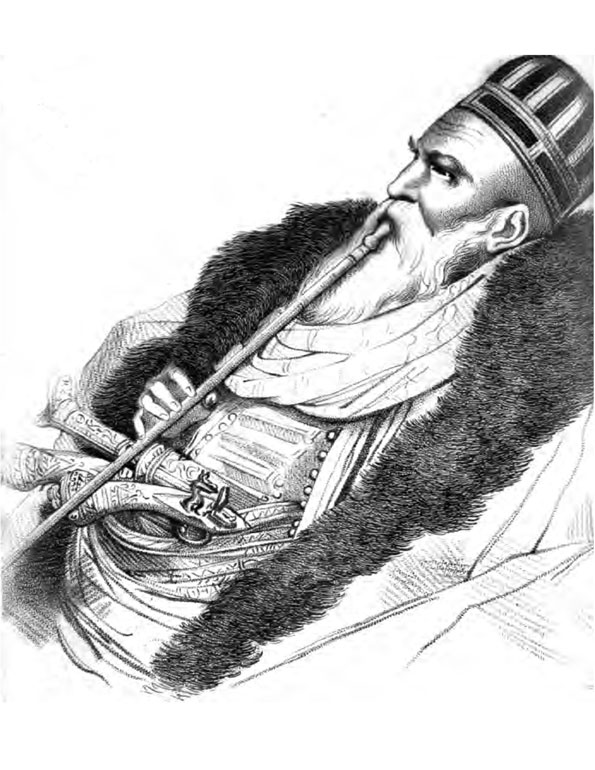
Ali Pasha (Louis Dupré, 1820)

Zu Beginn seines langen Aufenthalts in Ioannina wurde er vom berühmten Ali Pascha gut aufgenommen. Pouqueville begleitete den Pascha auf mehreren Exkursionen und ermöglichte ihm, seine Heimat Albanien zu erkunden. Zwischendurch wurde Pouqueville auch vom britischen Bevollmächtigten William Martin Leake begleitet, der ebenfalls ein großes archäologisches Interesse zeigte. Zusammen unternahmen sie archäologische Forschungen in Griechenland und bezeichneten mehrere vergessene oder unbekannte antike Fundstätten. Sein diplomatischer Status erlaubte es Pouqueville auch, ganz Griechenland bis Makedonien und Thrakien zu erkundigen.
Weiter schrieb er Tagebuch, in dem er detailliert seine Beobachtungen und Entdeckungen festhielt, die er auf zahlreichen Erkundungen durch ganz Griechenland und den Balkan während seiner 15-jährigen Amtszeit in Ioannina und Patras machte. Allein 1811 untersuchte und dokumentierte er zusammen mit seinem Bruder Hugues, der ebenfalls zum Konsul in Griechenland ernannt worden war, nicht weniger als 65 antike Stätten im Epirus. 1813 entdeckte er in Actium eine Stele mit akarnanischen Inschriften, die er entzifferte. Sie stammte aus der Zeit, als römische Armeen in Griechenland auftauchten (c. 197 v. Chr.), und enthielt einen Erlass des Senats und des Volks von Akarnanien, in dem verkündet wurde, dass die Brüder Publius und Lucius Acilius ihre Freunde und Wohltäter seien.
Ab 1805 war der Hof von Ali Pascha vermehrt Machenschaften der europäischen Großmächte ausgesetzt, die vom Pascha selber angeregt worden war. Pouqueville war während Jahren das Ziel von abschätziger und bissiger Kritik englischer Besucher in Ioannina wie Lord Byron mit John Hobhouse sowie Charles Cockerell, die sich von den lasterhaften Verhältnissen am Hof in Ioannina korrumpieren ließen, während Pouqueville rechtschaffen Entschlossenheit zeigte gegenüber dem kriminellen Machtmissbrauch von Ali Pascha. Überdies war die literarische und politische Bekanntheit, die Pouqueville durch den internationalen Erfolg seines ersten, Napoleon gewidmeten Buchs erlangt hatte und die ihn zum Vorreiter des aufkommenden griechischen Wiedererwachens in Europa machte, ein offensichtlicher Grund für die Missgunst, die ihm durch die Engländer zuteilwurde. Der englische Geistliche T. S. Hugues schrieb jedoch nach seinem Besuch in Ioannina im Gegensatz zu Byron und Hobhouse, dass er ihn sehr anständig, großzügig und menschlich empfand und dass er ihn als Gelehrten und Mann der Welt achte, noch dass der Wettstreit, in dem sich ihre Länder befanden, seine Gastfreundschaft und Aufmerksamkeit nur im geringsten Maße reduziert hätte – ein Beispiel für gute Sitten, das in der heutigen, von Hass getriebenen Welt überraschte.

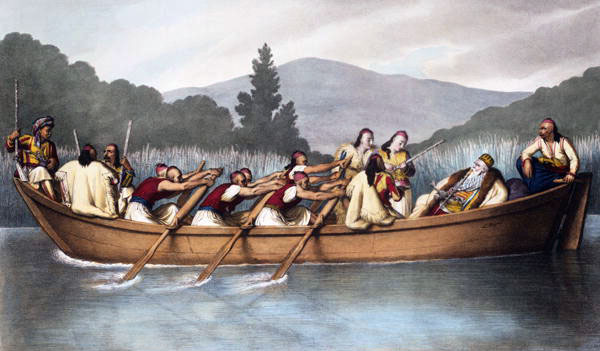
Ali Pasha auf der Jagd am See (Louis Dupré, 1825)

Nach dem Frieden von Tilsit im Jahr 1807 wandte sich Ali Pascha von Frankreich ab und lehnte sich bei den Engländern an.
Die philhellenischen Positionen von Pouqueville und sein konstanter Widerspruch gegen Ali Paschas Herrschaft machten seine Situation allmählich immer gefährlicher. Nachdem Pouqueville französische Truppen angefordert hatte, die die Griechen bei der erfolgreichen Verteidigung von Parga gegen Ali Paschas mörderische Horden unterstützen sollten, musste er oft in seinem Haus bleiben, um zu vermeiden, dass Ali Pascha ihn ermorden ließe. In der Folge musste jedes Mal, wenn er eine offizielle Kommunikation für den Pascha hatte, sein Bruder Hugues, der damals französischer Konsul in Arta war und ebenfalls Alis Schreckenstaten im ganzen Epirus miterlebte, die Schreiben für François überbringen.
François Pouqueville kam in seinen Memoiren zum folgenden Schluss: « C’était de cette manière que les Turcs, à force d’excès, préparaient et fomentaient l’insurrection de la Grèce. » (deutsch: „Auf diese Weise bereiteten die Türken durch ihre eigenen Exzesse den griechischen Aufstand vor und stachelten ihn an.“)

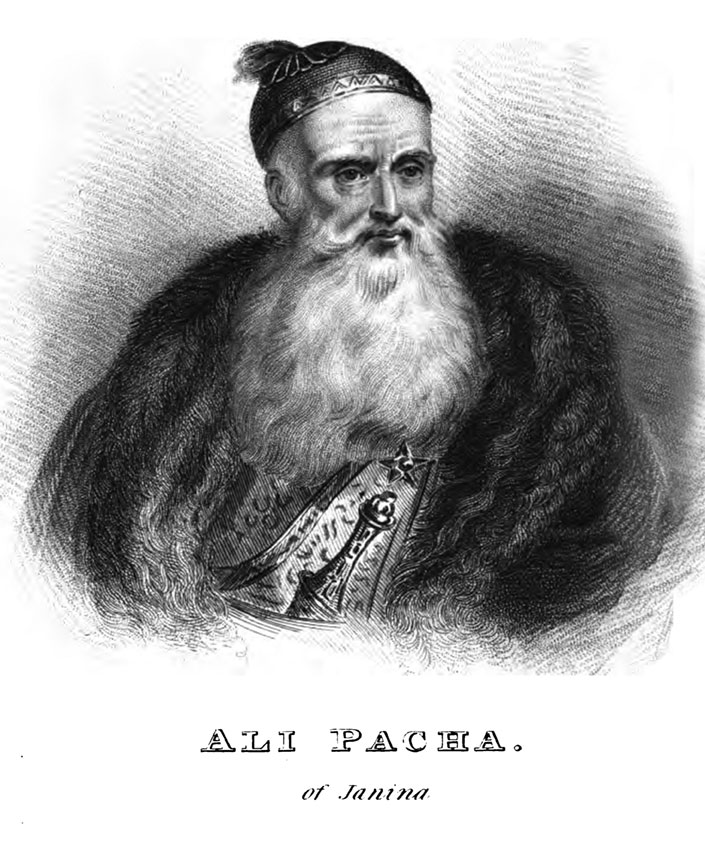
Ali Pasha (1824)

Trotz der anhaltenden britischen Bestrebungen, die brutale türkische Unterdrückung der Griechen aufrechtzuhalten und zu stärken, gelang es den Pouqueville-Brüdern durch stetige diplomatische Bemühungen, wie gewünscht den Sultan und den Pascha zu entzweien und so die Demontage des Osmanischen Reichs in Gang zu setzen, was dem griechischen Nationalismus ein Wiederaufleben ermöglichte. Wenig später fiel der Pascha bei den Türken in Ungnade, und sein abgehackter Kopf wurde nach Konstantinopel gebracht.
Mit eindrücklicher Vorausahnung, die auf seinen hervorragenden Kenntnissen der Region und Menschen beruhte, sah François Pouqueville auch die wiederkommenden Wirren voraus, die in der modernen Geschichte den Balkan spalteten:

« Je dirai comment Ali Tebelen Véli Zadé, après s’être créé une de ces effrayantes réputations qui retentiront dans l’avenir, est tombé de la puissance, en léguant à l’Épire, sa patrie, l’héritage funeste de l’anarchie, des maux incalculables à la dynastie tartare d’Ottman, l’espérance de la liberté aux Grecs, et peut-être de long sujets de discorde à l’Europe »

„Ich werde sagen wie Ali Tebelen Veli Zade, nachdem er sich eine solch grauenhafte Reputation geschaffen hatte, die auch in Zukunft widerhallen wird, die Macht verliert und seine Heimat in verhängnisvollem Erbe von Anarchie, die osmanische Dynastie in unermesslichem Schaden, die Griechen in der Hoffnung auf Freiheit und Europa vielleicht in andauernden Konfliktthemen zurücklässt.“

### Patras und der griechische Unabhängigkeitskrieg

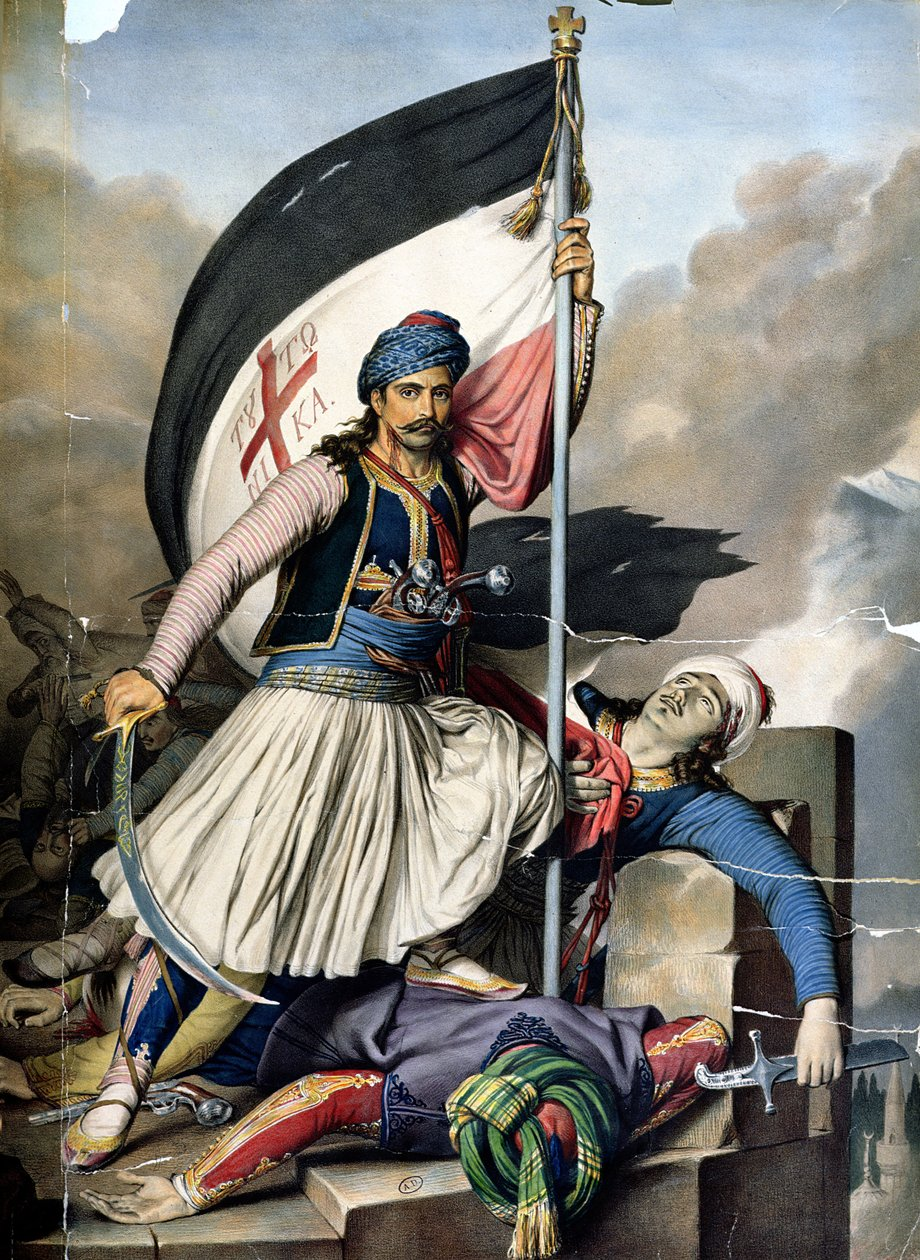
Aufstand von Salona 1821 (Louis Dupré, 1825)

Nachdem Napoleon 1815 zurückgetreten war, verließ Pouqueville Ioannina. Bis 1816 war er französischer Konsul in Patras, wo er bald von seinem Bruder Hugues abgelöst wurde.
Die Brüder unterhielten vermehrt Kontakt zur wachsenden griechischen Widerstandsbewegung, die am 25. März 1821 in der Ausrufung der griechischen Revolution in der Kapelle Agios Georgios in Patras mündete. Im Gegensatz zum britischen Konsul Green, der es ablehnte, den Griechen zu helfen und mit den Türken kollaborierte, gewährte der französische Konsul Hugues Pouqueville vielen Flüchtlingen jeglicher Seite Unterschlupf im Konsulat, als die türkische Unterdrückung wütete. In seinen Berichten hielt er später diese Ereignisse und das Ausmaß der Verwüstung, die er als grauenhaft bezeichnete, fest. Herzog Étienne-Denis Pasquier, späterer Kanzler von Frankreich, schrieb in seinen Memoiren: „Alle Griechen, die es nicht schafften, aus Patras zu flüchten, wurden gnadenlos und ohne Rücksicht auf Geschlecht oder Alter niedergemetzelt. Einzig ein paar Unglückliche fanden Zuflucht im Haus des Konsuls von Frankreich, Monsieur Pouqueville. Er rettete diese unter Gefahr seines eigenen Lebens. Dies war das erste Beispiel von mutiger Selbstaufopferung, mit derer die französischen Konsuln ihre Pflicht erfüllten“ (Duc d’Audiffret-Pasquier: Mémoires de mon temps. Mémoires du chancelier Pasquier. Partie 2, Restoration 2, 1820–1824 (Band 5))

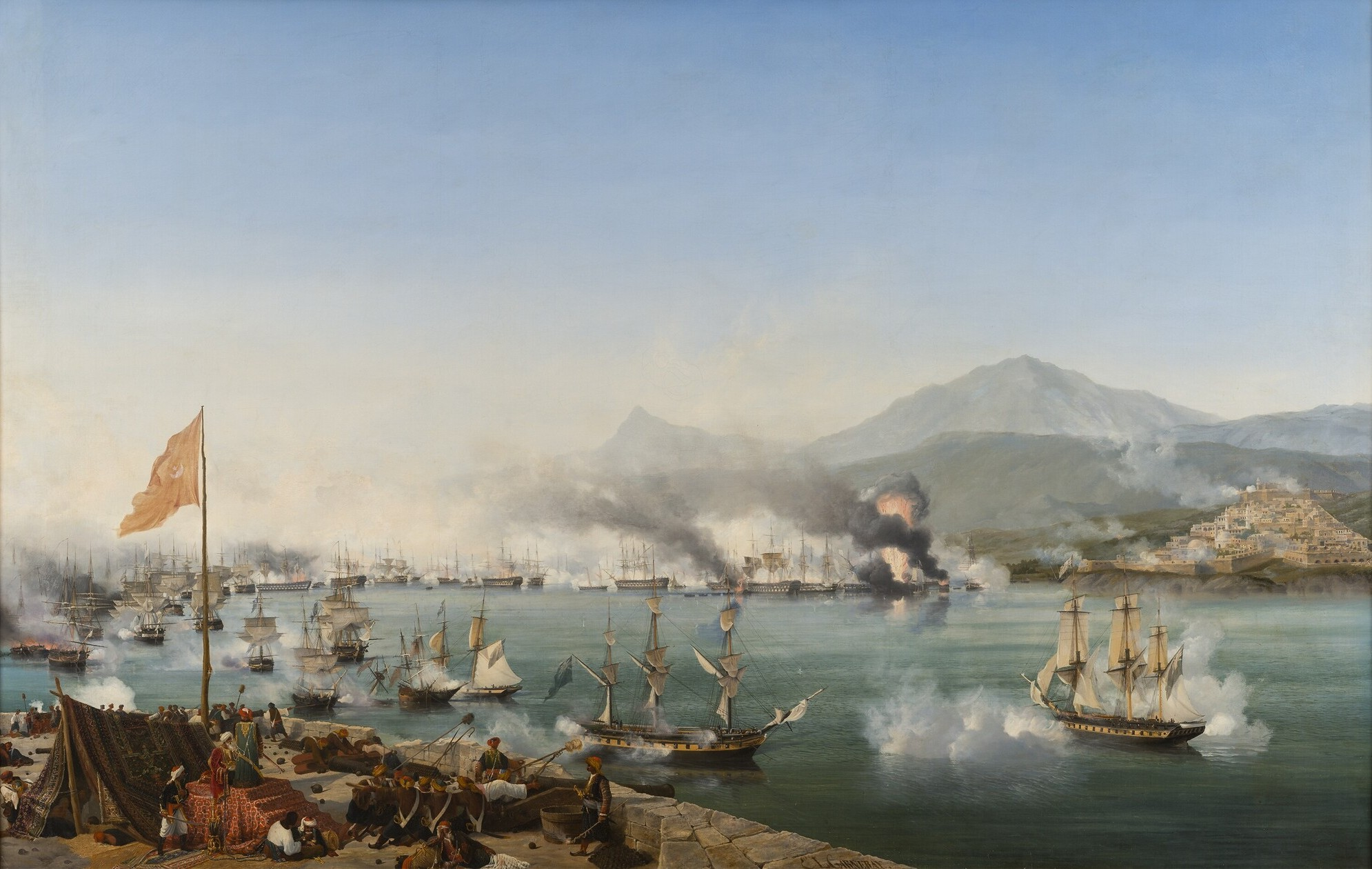
Seeschlacht von Navarino (Ambroise Louis Garneray, 1827)

Letzten Endes mussten die ausländischen Gesandtschaften, die die Griechen unterstützt hatten, das Land verlassen. Pouqueville kehrte nach Frankreich zurück.
Während er seinen wohlverdienten Ruhestand vom diplomatischen Dienst genoss, widmete sich François Pouqueville weiterhin vollumfänglich dem Verfassen seiner zahlreichen Werke. Sein Einsatz für die griechische Unabhängigkeitsbewegung resultierte in der Teilnahme der französischen Marine bei der Schlacht von Navarino am 20. Oktober 1827, wodurch die 360 Jahre dauernde Besetzung Griechenlands durch die Türken ihr Ende nahm. Und 1828 vertrieben französische Truppen die türkische Besatzung aus der Zitadelle von Patras.
30 Jahre zuvor war François Pouqueville an der Küste bei Navarino in Ketten gelegt und von den Türken inhaftiert worden. Hier hatte er erstmals seinen Fuß auf griechischen Boden gesetzt. Der Pirat Orouchs, von dem er gefangen genommen und verkauft worden war, prahlte später vor Ali Pascha über diesen Fang, als Pouqueville noch in Ioannina lebte. Zuerst war der Pirat gut honoriert worden, indem er das Kommando über eines der Schiffe von Ali Pascha erhielt. Obwohl Pouqueville ihm verziehen hatte, fand der Pascha später einen Grund, Orouchs pfählen zu lassen.

## Zurück in der Pariser Gesellschaft

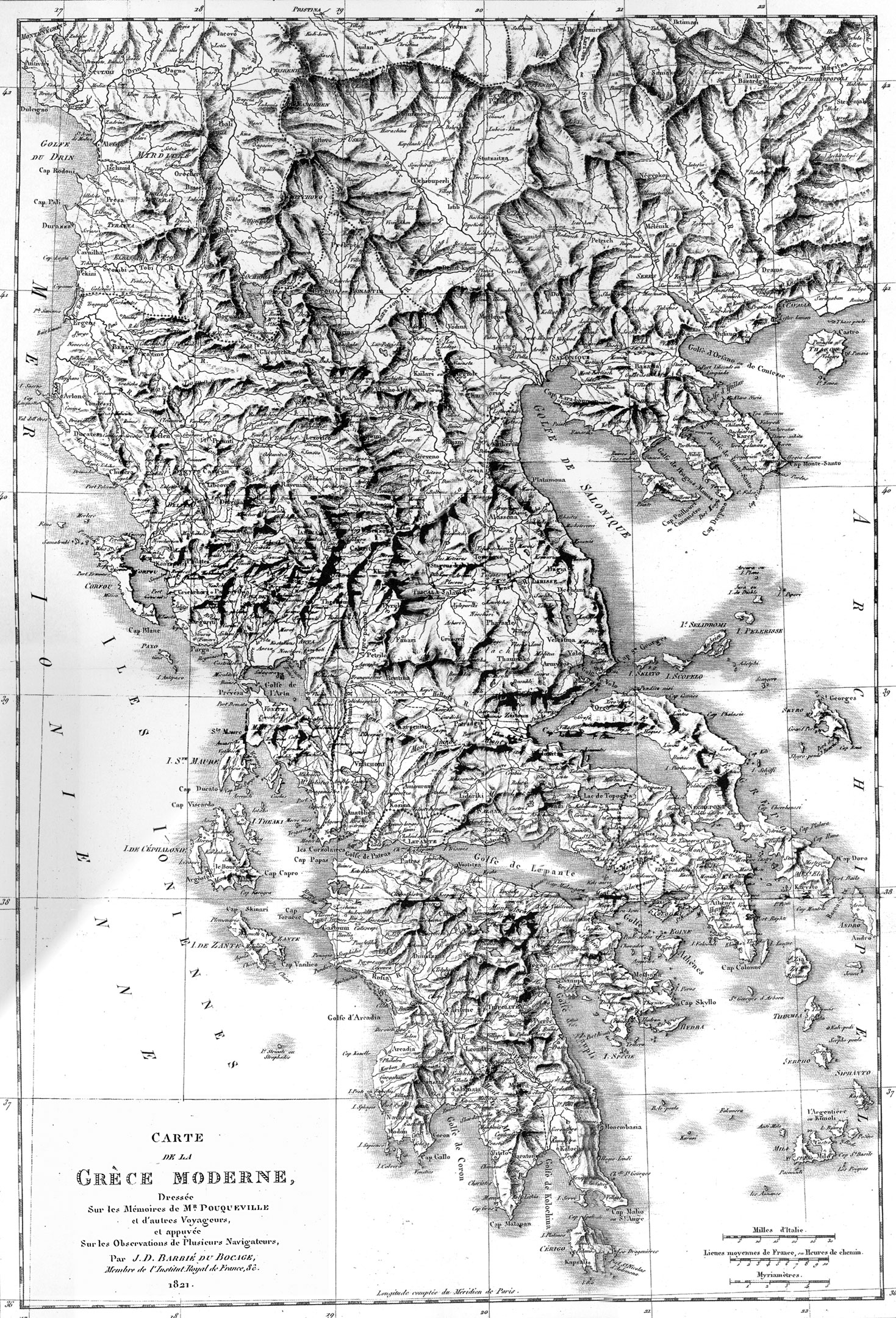
Griechenlandkarte von Barbié du Bocage, 1821

### Ehrungen
Zurück in Frankreich wurde François Pouqueville 1827 in die Académie des Inscriptions et Belles-Lettres gewählt. Er wurde ins Institut d’Égypte aufgenommen, Ehrenmitglied der Académie nationale de Médecine in Paris, außerordentliches Mitglied der Académie royale de Marseille, Mitglied der Ionischen Akademie in Korfu, korrespondierendes Mitglied der Königlich Niederländischen Akademie der Wissenschaften, Mitglied der Wissenschaftlichen Gesellschaft Bonn und Ritter der Ehrenlegion (1811).

### Philhellenischer Autor

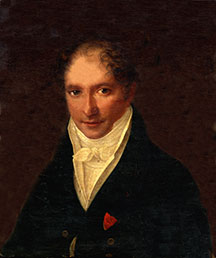
François de Pouqueville um 1811

Während er in den zahlreichen damals publizierten Werken und Artikeln über das antike Griechenland schrieb, befasste sich François Pouqueville besonders mit Beschreibungen der Unterdrückung, welche die Griechen unter der türkischen Herrschaft erfahren mussten, und bezeugte die Verbrechen und Gräuel, die Ali Pascha und seine Mörderbanden mit Komplizenschaft des Sultans und seiner englischen Verbündeten begangen hatte.
Er beschrieb das tägliche Leben, die Sitten und Gebräuche sowie die Traditionen der Griechen auf dem Peloponnes wie auch ihre wirtschaftliche und gesellschaftliche Lage. Seine Beobachtungen wurden zur geistreichen Anregung für die Sache des griechischen Aufstands. Seine getreulichen Schilderungen der dramatischen Ereignisse wurden rasch publiziert und in zahlreiche Sprachen übersetzt. Pouquevilles Bücher hatten entscheidenden Einfluss in ganz Europa, das damals von revolutionären Ideen gepackt war.
Seine Bücher gaben auch genaue, detaillierte Beschreibungen der Geographie, Archäologie, Topographie und Geologie der Gegenden, die er bereist und besucht hatte. Seine Beobachtungen wurden durch spätere Forscher allgemein anerkannt, darunter auch vom Geographen Jean-Denis Barbié du Bocage, Gründer der Société de Géographie und Autor des ausgezeichneten Atlas, der dem Buch Voyage du jeune Anarcharsis en Grèce dans le milieu du quatrième siècle avant l’ère vulgaire von Jean-Jacques Barthélemy beigefügt war. Die Karten Griechenlands, die durch diese Zusammenarbeit entstanden, und diejenige des Topographen Pierre Lapie einher mit der Publikation von Voyage de la Grèce von Pouqueville (1824) waren so detailliert und vollständig, dass sie in Griechenland bis zum Anbruch der Luftbildfotografie in Gebrauch waren und es teilweise bis heute sind.
Für die Verdienste um ihr Land wurde Pouqueville von den Griechen mit dem Erlöser-Orden ausgezeichnet.
Der französische Dichter Casimir Delavigne widmete ihm zwei seiner Messéniennes, Oden an den Freiheitskampf.
Das im Grabstein Pouquevilles eingravierte Epitaph hält auf Französisch und Griechisch fest:

« Par ses écrits il contribua puissamment à rendre aux Grecs asservis leur antique nationalité »

„Durch seine Schriften trug er wirksam zur Rückgabe ihrer antiken Nationalität an die unterworfenen Griechen bei“

### Rezeption in der Kunstszene

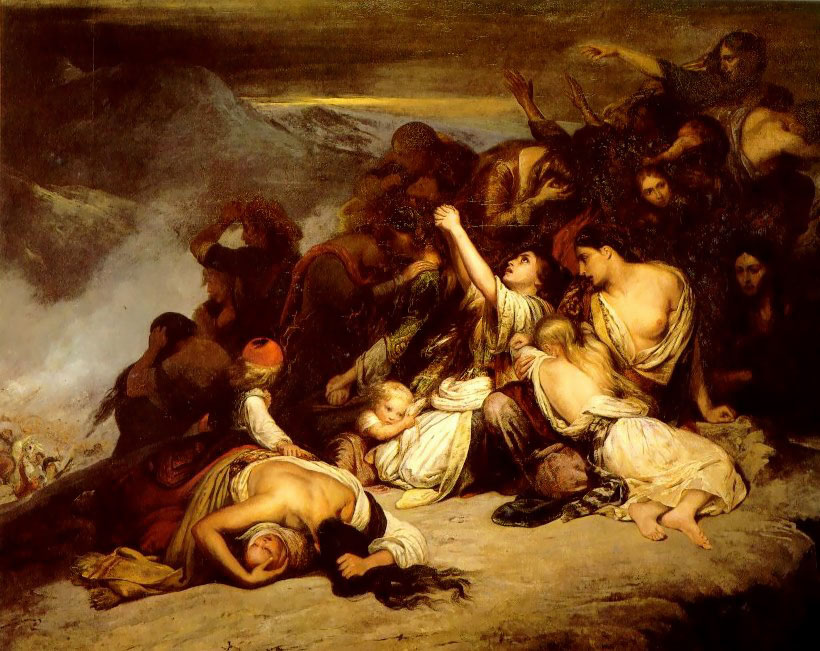
Die suliotischen Frauen (Ary Scheffer, 1827)

Pouqueville wurde Teil des Pariser Adels und war oft gesehener Gast bei vielen Salons, zum Beispiel bei der Comtesse de Ségur, die ihn in ihrem Bestseller Quel amour d’enfant unter dem humorvollen Pseudonym Monsieur Tocambel in Szene setzte. Er freundete sich mit vielen Künstlern und Intellektuellen der Zeit an wie François-René de Chateaubriand, den er bereits 1805 ermuntert hatte, Griechenland und Ägypten zu besuchen, die Physiker François Arago und André-Marie Ampère sowie Alexandre Dumas, der ihm Ehre zollte in seinem Buch über Ali Pascha.

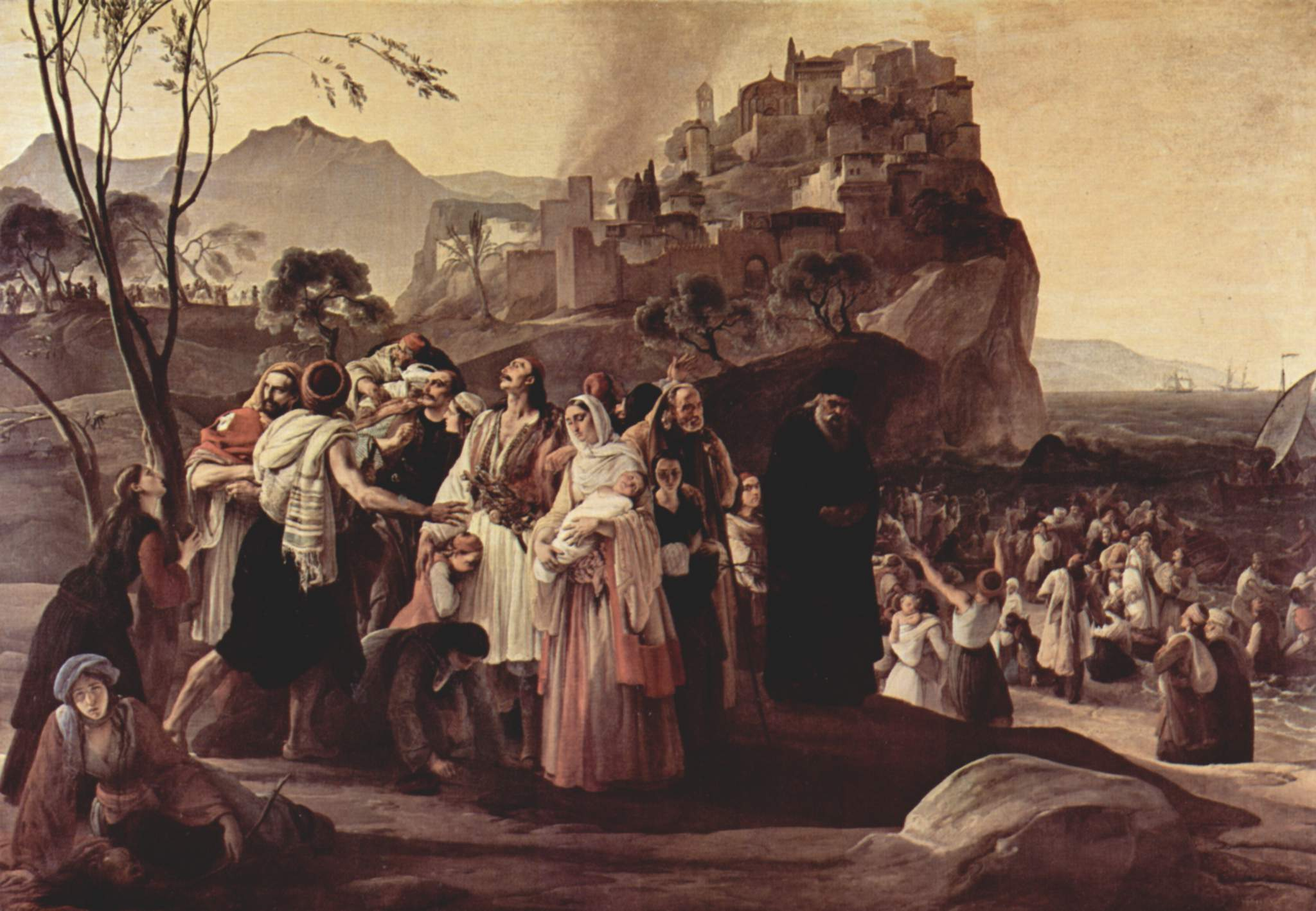
Die Flüchtlinge von Parga (Francesco Hayez, 1831)

Sein Kapitel über das Massaker an den Sulioten, das Ali Pascha 1804 verübte, im Buch Histoire de la Régénération de la Grèce inspirierte den Bühnenautor Népomucène Lemercier zum Stück Les Martyres de Souli ou l’Épire moderne, eine Tragödie in fünf Akten (Paris 1825), und den romantischen Maler Ary Scheffer zum Gemälde Die suliotischen Frauen (1827). Seine Schriften zu den Gräueltaten, die an den Bewohnern von Parga verübt wurden, als die Stadt 1818 von den Briten verlassen und der Grausamkeit von Ali Pascha überlassen worden war, war zudem Grundlage für ein bedeutendes Gemälde des italienischen romantischen Malers Francesco Hayez.

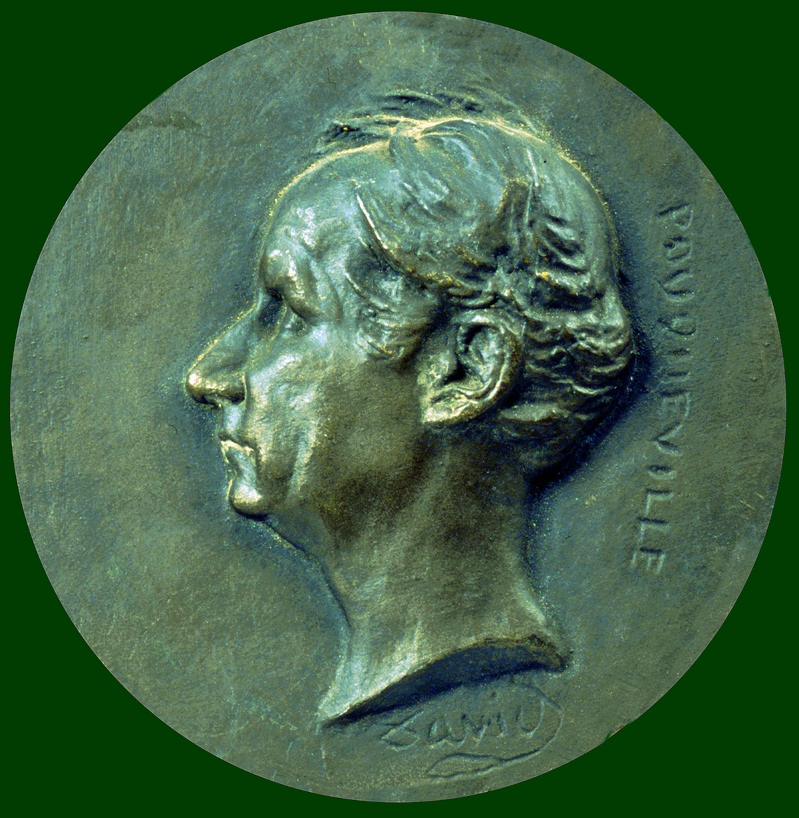
Bronzemedaille mit dem Bildnis Pouquevilles von Pierre Jean David d’Angers

Die Porträtmalerin Henriette Lorimier (1775–1854) wurde bald nach seiner Rückkehr aus Konstantinopel zu seiner Freundin. Sie blieb seine Lebensgefährtin bis zum Tod. Da Pouqueville die Priesterweihe empfangen hatte, konnten sie nicht heiraten. Henriette, die seit seiner Rückkehr aus Griechenland im Jahr 1817 mit ihm zusammenlebte, gebar trotzdem zwei Töchter, Cornélie und Eliza.
Der Maler Jean-Auguste-Dominique Ingres, ein Freund der beiden, malte 1834 ein Porträt von ihm.
François Pouqueville verstarb im Dezember 1838 im Alter von 68 Jahren friedlich im gemeinsamen Domizil in Paris. Sein Grab auf dem Cimetière Montparnasse wird durch eine Skulptur verziert, die von seinem engen Freund Pierre Jean David d’Angers geschaffen wurde.

## Werke

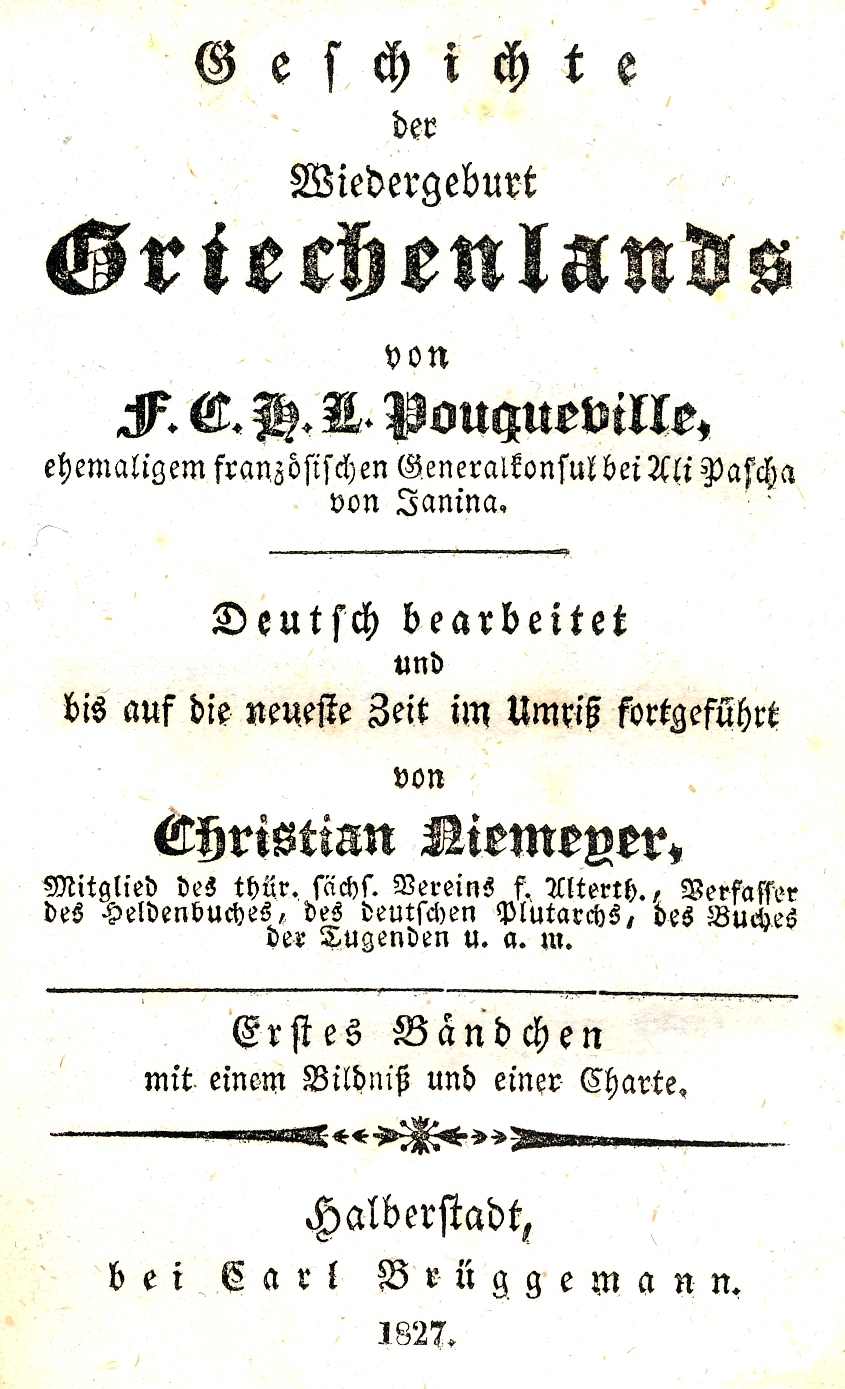
Geschichte der Wiedergeburt Griechenlands. Halberstadt 1827 – Titelseite des ersten Bands

- Voyage en Morée, à Constantinople, en Albanie, et dans plusieurs autres parties de l’Empire Ottoman. Paris 1805; in zahlreiche Sprachen übersetzt, auf Deutsch publiziert als Reise durch Morea und Albanien nach Constantinopel und in mehrere andere Theile des ottomanischen Reichs. Leipzig 1805. Buch online bei Gallica.
- Prisonnier ches les Turcs & Le Tigre de Janina. Romans et Aventures Célèbres. La Librairie Illustrée, Paris 1820
- Voyage en Grèce. Paris 1820–1822
- Histoire de la régénération de la Grèce. Paris 1824. Original bei Google Books. Deutsche Bearbeitung von Christian Niemeyer: Geschichte der Wiedergeburt Griechenlands, Halberstadt 1827. Original bei der Bayerischen Staatsbibliothek
- Mémoire historique et diplomatique sur le commerce et les établissements français au Levant, depuis l'an 500 jusqu’à la fin du XVII siècle. Paris 1833
- La Grèce. In: L’Univers pittoresque. 1835. Buch online bei Gallica
- Trois Mémoires sur l’Illyrie
- Mémoire sur les colonies valaques établies dans les montagnes de la Grèce, depuis Fienne jusque dans la Morée
- Notice sur la fin tragique d’Ali-Tébélen. 1822